# Air India Express-vlucht 812
Op 22 mei 2010 vond een ongeluk plaats met Air India Express-vlucht 812. Een Boeing 737-800 van de Indiase lagekostenmaatschappij Air India Express schoot na de landing van de baan op de luchthaven van Mangalore in de Indiase staat Karnataka. Het toestel kwam van Dubai International Airport, Dubai in de Verenigde Arabische Emiraten. Acht van de 166 inzittenden overleefden de crash.

## Slachtoffers
| Nationaliteit       | Doden      | Doden | Overlevenden | Totaal |
| Nationaliteit       | Passagiers | Crew  | Overlevenden | Totaal |
| ------------------- | ---------- | ----- | ------------ | ------ |
| India               | 153        | 5     | 7            | 165    |
| Verenigd Koninkrijk | 0          | 1     | 0            | 1      |
| Bangladesh          | 0          | 0     | 1            | 1      |
| Totaal              | 153        | 6     | 8            | 167    |